# Иваньково (Палехский район)
Ива́ньково — деревня в Палехском районе Ивановской области. Находится в Раменском сельском поселении.

## География
Находится в 6,8 км к северу от Палеха (11.8 км по автодорогам).

## Население
| 1859 | 1905 | 2010 |
| ---- | ---- | ---- |
| 244  | ↘94  | ↘20  |